# Baron Beauchamp
Baronowie Beauchamp 1. kreacji (parostwo Anglii)
- 1299–1336: John de Beauchamp, 1. baron Beauchamp
- 1336–1343: John de Beauchamp, 2. baron Beauchamp
- 1343–1361: John de Beauchamp, 3. baron Beauchamp

Baronowie Beauchamp 2. kreacji (parostwo Anglii)
- 1350–1360: John de Beauchamp, 1. baron Beauchamp

Baronowie Beauchamp 3. kreacji (parostwo Anglii)
- 1363–1380: Roger de Beauchamp, 1. baron Beauchamp

Baronowie Beauchamp 4. kreacji (parostwo Anglii)
- 1387–1388: John de Beauchamp, 1. baron Beauchamp
- 1388–1400: John de Beauchamp, 2. baron Beauchamp

Baronowie Beauchamp 5. kreacji (parostwo Anglii)
- 1447–1475: John Beauchamp, 1. baron Beauchamp
- 1475–1503: Richard Beauchamp, 2. baron Beauchamp

Wicehrabiowie Beauchamp 1. kreacji (parostwo Anglii)
- 1536–1552: Edward Seymour, 1. książę Somerset

Baronowie Beauchamp 6. kreacji (parostwo Anglii)
- 1559–1621: Edward Seymour, 1. hrabia Hertford i 1. baron Beauchamp
- 1621–1660: William Seymour, 2. książę Somerset i 2. baron Beauchamp
- 1660–1671: William Seymour, 3. książę Somerset i 3. baron Beauchamp
- 1671–1675: John Seymour, 4. książę Somerset i 4. baron Beauchamp
- 1675–1678: Francis Seymour, 5. książę Somerset i 5. baron Beauchamp
- 1678–1748: Charles Seymour, 6. książę Somerset i 6. baron Beauchamp
- 1748–1750: Algernon Seymour, 7. książę Somerset i 7. baron Beauchamp

Wicehrabiowie Beauchamp 2. kreacji (parostwo Wielkiej Brytanii)
- 1750–1794: Francis Seymour-Conway, 1. markiz Hertford
- następni wicehrabiowie: patrz – markiz Hertford

Baronowie Beauchamp 7. kreacji (parostwo Zjednoczonego Królestwa)
- zobacz też: hrabia Beauchamp